# Pastviště u Okounova
Pastviště u Okounova je přírodní památka na jihovýchodním okraji Okounova v okrese Chomutov. Důvodem vyhlášení chráněného území je zachování a zlepšení přírodních stanovišť s výskytem vzácných druhů rostlin a podpora bezobratlých živočichů. Mezi chráněné druhy rostlin na lokalitě patří koniklec luční český nebo smil písečný.

## Historie
Holý kopec (též Kraví hora nebo německy Himmel Berg) na okraji vesnice Okounov sloužil jako obecní pastviště. Pastva na něm skončila v polovině dvacátého století, v důsledku čehož původně zcela odlesněný vrch zarostl listnatými stromy a křovinami. V roce 2010 se začalo s pravidelným kosením pozemku na jižním svahu o rozloze do jednoho hektaru a na vybraných místech byly vykáceny křoviny i stromy.
Chráněné území vyhlásil krajský úřad Ústeckého kraje dne 5. listopadu 2015. Přírodní památka je v Ústředním seznamu ochrany přírody evidována pod číslem 6183. Nachází se na území rozsáhlé evropsky významné lokality Doupovské hory a stejnojmenné ptačí oblasti. Zároveň je v územním systému ekologické stability součástí lokálního biocentra LBC 5 – Javor a Holý vrch.

## Přírodní poměry

### Abiotické faktory

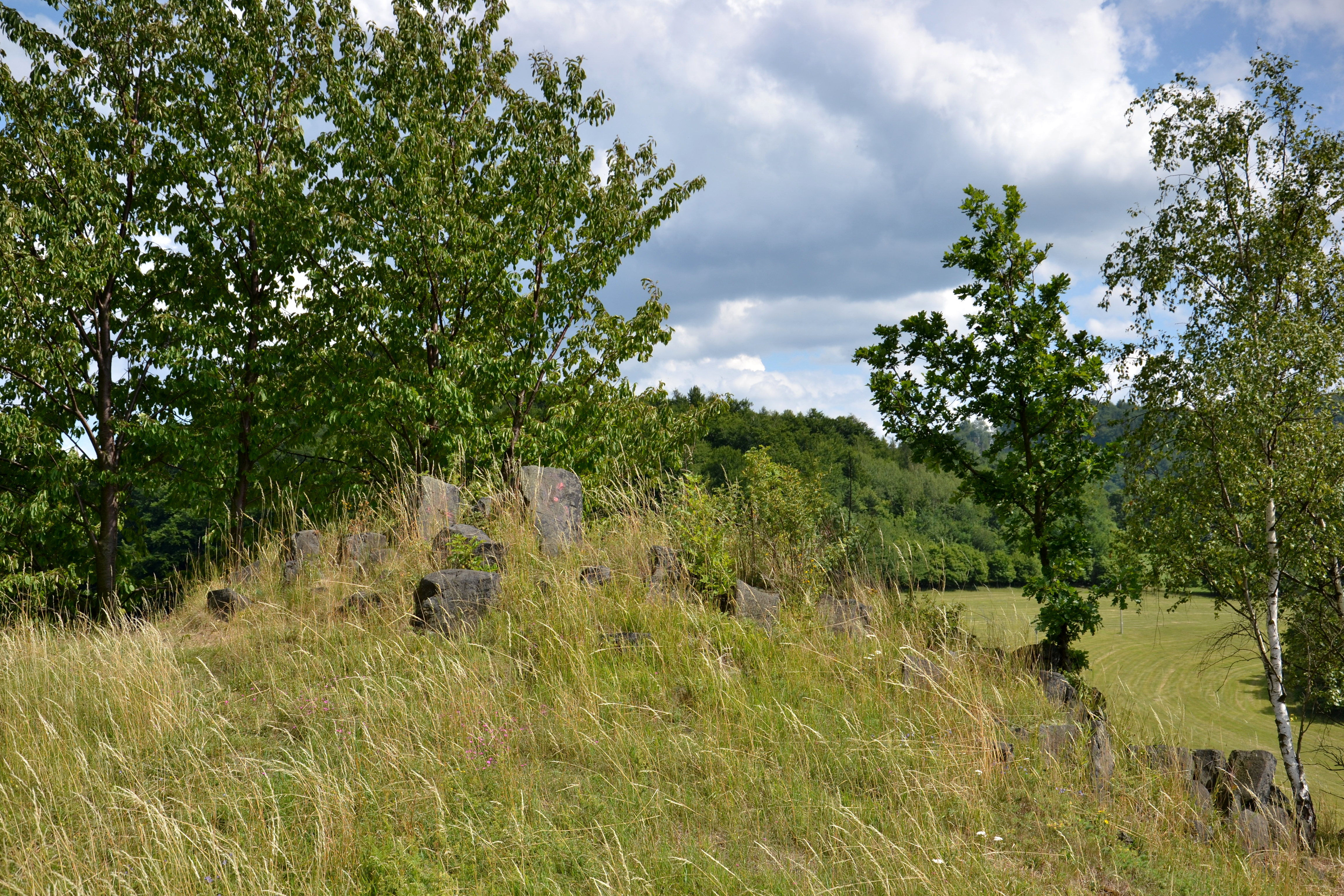
Vrchol Holého kopce

Chráněné území měří 2,86 hektaru a nachází se v nadmořské výšce 395–440 metrů na pravém břehu řeky Ohře na severním okraji Doupovských hor. Holý kopec má podobu úzkého hřbetu protaženého ve směru jihovýchod–severozápad. Nachází se v oblasti krušnohorského krystalinika a je tvořen vulkanickým analcimitem. Hornina ve vrcholových pasážích kopce vystupuje na povrch v podobě drobných skalek, na kterých jsou patrné náznaky sloupcové odlučnosti. V geomorfologickém členění Česka leží lokalita v Doupovských horách, konkrétně v okrsku Jehličenská hornatina. Jediným půdním typem na lokalitě je kambizem eutrofní. V rámci Quittovy klasifikace podnebí se chráněné území nachází v mírně teplé oblasti MT7, pro kterou jsou typické průměrné teploty −2 až −3 °C v lednu a 16–17 °C v červenci. Roční úhrn srážek dosahuje 650–750 milimetrů.

### Flóra a fauna
Na území přírodní památky se nachází biotopy polopřirozených suchých trávníků a facií křovin na vápnitých podložích (Festuco-Brometalia) a extenzivně sečených luk nížin a podhůří (mezofilní ovsíkové louky), na kterých se vyskytují vzácné druhy rostlin jako je koniklec luční český (Pulsatilla pratensis subsp. bohemica), smil písečný (Helichrysum arenarium), třešeň křovitá (Prunus fruticosa), a vzácných živočichů, ke kterým patří například motýl pabourovec pampeliškový (Lemonia taraxaci). Na desetině rozlohy chráněného území roste skalní vegetace s kostřavou sivou (Festuca pallens) a polovinu zarůstají vysoké mezofilní a xerofilní křoviny.
Na lokalitě se nachází porost, podle Červeného seznamu, silně ohrožené třešně křovité v rozsahu asi 25 m². Z ohrožených druhů rostlin zde roste černohlávek velkokvětý (Prunella grandiflora), černýš rolní (Melampyrum arvense), mák časný (Papaver confine),, silenka ušnice (Silene otites). Kromě nich se vyskytují pozornost vyžadující druhy jako hrušeň polnička (Pyrus pyraster), jestřábník chocholičnatý (Hieracium cymosum), mateřídouška časná pravá (Thymus praecox subsp. praecox), pcháč bezlodyžný (Cirsium acaule), prvosenka jarní (Primula veris), rozrazil Dilleniův (Veronica dillenii), rozrazil ožankovitý (Veronica teucrium), skalník celokrajný (Cotoneaster integerrimus) a trýzel škardolistý (Erysimum crepidifolium). Na západním svahu vzácně roste smil písečný a na jihozápadní straně několik desítek trsů bělozářky liliovité (Anthericum liliago).
Vzácné druhy hmyzu zastupuje pabourovec pampeliškový, který vyhledává osluněné travnaté úhory s pestrými bylinnými společenstvy. Kromě něj se na Holém kopci vyskytuje otakárek fenyklový (Papilio machaon) a přástevník kostivalový (Euplagia quadripunctaria).